# Famille d'Astrid
La famille d'Astrid est une famille d'astéroïdes de la ceinture principale dont fait partie (1128) Astrid.